# Kapfenberg
Kapfenberg – miasto w południowo-wschodniej Austrii, w kraju związkowym Styria, w powiecie Bruck-Mürzzuschlag. Leży w Alpach, nad rzeką Mürz. Liczy 23181 mieszkańców (1 stycznia 2015). Do 31 grudnia 2012 miasto należało do powiatu Bruck an der Mur.
Znajduje się tutaj Franz-Fekete-Stadion.
W mieście rozwinął się przemysł elektrotechniczny, elektroniczny, samochodowy oraz lotniczy.

## Współpraca
Miejscowość partnerska:
- Frechen, Niemcy